# سرخرگ چهره‌ای عرضی
سرخرگ چهره‌ای عرضی یا شریان عرضی گونه (انگلیسی: Transverse facial artery) یکی از شاخه‌های سرخرگ گیجگاهی سطحی (شریان تمپورال سطحی) است که در تغذیه غده بناگوشی نیز مؤثر است.